# Pasji jezik
Pasji jezik (jezik, mišjak, mišinac; lat. Cynoglossum), biljni rod iz porodice boražinovki. Rod je rasprostranjen po umjerenom i suptropskom Starom svijetu. Opseg vrlo sporan (sensu lato ili s. str.). Nekoliko vrsta koje su još ovdje navedene pod Cynoglossum trebat će premjestiti u druge podijeljene rodove.. 
U Hrvatskoj postoji nekoliko vrsta, kretski pasji jezik, gorski pasji jezik, brdski jezik, ljekoviti pasji jezik. Velebitski pasji jezik koji je strogo zaštičen podvrsta je vrste C. pustulatum, latinsko mu je ime C. pustulatum subsp. parvifolium (Vis.) Sutorý a sinonim Cynoglossum velebiticum K. Malý. Cynoglossum hungaricum Simonk., sinonim je za C. montanum L.
Nekada su bili uključivani i
- šebojski jezik, Cynoglossum cheirifolium L. sinonim za Pardoglossum cheirifolium (L.) E.Barbier & Mathez
- jednogodišnji jezik, Cynoglossum columnae Ten.,  sinonim za Rindera columnae

## Vrste
1. Cynoglossum aequinoctiale T.C.E.Fr.
2. Cynoglossum alpestre Ohwi
3. Cynoglossum alpinum (Brand) Riedl
4. Cynoglossum alticola Hilliard & B.L.Burtt
5. Cynoglossum amabile Stapf & J.R.Drumm.
6. Cynoglossum amplifolium Hochst. ex A.DC.
7. Cynoglossum australe R.Br.
8. Cynoglossum austroafricanum Weim. ex Hilliard & B.L.Burtt
9. Cynoglossum barbaricinum Arrigoni & Selvi
10. Cynoglossum birkinshawii J.S.Mill.
11. Cynoglossum borbonicum (Lam.) Bory
12. Cynoglossum brandii Sutorý
13. Cynoglossum castaneum Riedl
14. Cynoglossum celebicum Brand
15. Cynoglossum cernuum Baker
16. Cynoglossum cheranganiense Verdc.
17. Cynoglossum clandestinum Desf.
18. Cynoglossum creticum Mill., kretski pasji jezik
19. Cynoglossum dalianum Sutorý
20. Cynoglossum densefoliatum Chiov.
21. Cynoglossum dioscoridis Vill.
22. Cynoglossum divaricatum Stephan ex Lehm.
23. Cynoglossum flexuosum (Brand) Kazmi
24. Cynoglossum foliosum (Paine) Greuter & Burdet
25. Cynoglossum gansuense Y.L.Liu
26. Cynoglossum germanicum Jacq., gorski pasji jezik
27. Cynoglossum glabellum Riedl
28. Cynoglossum hanangense Verdc.
29. Cynoglossum hellwigii Brand
30. Cynoglossum hispidum Thunb.
31. Cynoglossum holosericeum Steven
32. Cynoglossum inyangense E.S.Martins
33. Cynoglossum javanicum (Lehm.) A.DC.
34. Cynoglossum karamojense Verdc.
35. Cynoglossum krasniqii Wraber
36. Cynoglossum lowryanum J.S.Mill.
37. Cynoglossum macrocalycinum Riedl
38. Cynoglossum macrolimbe Riedl
39. Cynoglossum maghrebicum Sutorý
40. Cynoglossum mediterraneum Sutorý
41. Cynoglossum meeboldii Brand
42. Cynoglossum melananthum Pau
43. Cynoglossum microglochin Benth.
44. Cynoglossum monophlebium Baker
45. Cynoglossum montanum L., brdski jezik
46. Cynoglossum natolicum (Bornm.) Sutorý
47. Cynoglossum nebrodense Guss.
48. Cynoglossum novoguineense Riedl
49. Cynoglossum obtusicalyx Retief & A.E.van Wyk
50. Cynoglossum officinale L., ljekoviti pasji jezik
51. Cynoglossum papuanum Schltr. ex O.Brand
52. Cynoglossum pustulatum Boiss.
53. Cynoglossum semnanicum Khat.
54. Cynoglossum seravschanicum (B.Fedtsch.) Popov
55. Cynoglossum spelaeum Hilliard & B.L.Burtt
56. Cynoglossum sphacioticum Boiss. & Heldr.
57. Cynoglossum stewartii Kazmi
58. Cynoglossum timorense Riedl
59. Cynoglossum torvum Dimon & M.A.M.Renner
60. Cynoglossum trollii Melch.
61. Cynoglossum tsaratananense J.S.Mill.
62. Cynoglossum ukaguruense Verdc.
63. Cynoglossum vanense Sutorý
64. Cynoglossum viridiflorum Pall. ex Lehm.
65. Cynoglossum wildii E.S.Martins
66. Cynoglossum ×austriacum Rech.
67. Cynoglossum ×legionense Rothm.
68. Cynoglossum ×modorense Rech.

## Vanjske poveznice
|  | Zajednički poslužitelj ima još gradiva o temi Cynoglossum |
|  | Wikivrste imaju podatke o taksonu Cynoglossum             |